# Capçanes
Capçanes är en kommun i Spanien.   Den ligger i provinsen Província de Tarragona och regionen Katalonien, i den östra delen av landet, 400 km öster om huvudstaden Madrid. Antalet invånare är 421. Arean är 22,5 kvadratkilometer. Capçanes gränsar till Marçà, Colldejou, Tivissa och Els Guiamets. 
Terrängen i Capçanes är kuperad åt sydost, men åt nordväst är den platt.